# National Express Group
Mobico Group, tot juni 2023 National Express Group PLC is een Brits openbaarvervoerbedrijf. Bij het bedrijf werken ongeveer 43.000 mensen. In 2004 behaalde het bedrijf een omzet van 2,6 miljard Britse pond. De National Express Group is voortgekomen uit het staatsbusbedrijf National Bus Company, dat in 1988 werd geprivatiseerd.

## Verenigd Koninkrijk

### Spoorwegonderneming
De National Express Group is de houder van de volgende Britse spoorconcessies:
- c2c
- Central Trains
- Gatwick Express
- Midland Mainline
- Silverlink

National Express Group heeft op 7 december 2003 de Wales and Borders-concessie verloren aan Arriva, en op 17 oktober 2004 de ScotRail-concessie verloren aan First. Op 1 april 2006 verloor National Express de concessies van Wessex Trains en Wagn aan First. Op 9 december 2007 nam National Express, onder de naam National Express East Coast, de concessie voor intercitydiensten op de East Coast Main Line over van GNER. De concessie werd door financiële problemen alweer in 2009 verloren. National Express East Anglia (inclusief de Stansted Express) is op 5 februari 2012 overgenomen door het Nederlandse Spoorwegen-dochterbedrijf Abellio onder de naam Greater Anglia.

### Busonderneming
National Express Group exploiteert stads- en streekbussen in opdracht van regionale overheden. Tussen Birmingham en Wolverhampton exploiteert dochteronderneming Travel Midland Metro een tramlijn (Midland Metro). Voor eigen risico exploiteert het bedrijf langeafstandsbussen in het Verenigd Koninkrijk onder de namen National Express en Eurolines.

## België

### Busonderneming
National Express Group was ook korte tijd actief in België. Eind 1997 werd Bronckaers, een Limburgse pachter (onderaannemer) van De Lijn gekocht. In het najaar van 2001 werd Bronckaers doorverkocht aan de Eurobus Holding (EBH).

## Duitsland

### Spoorwegonderneming

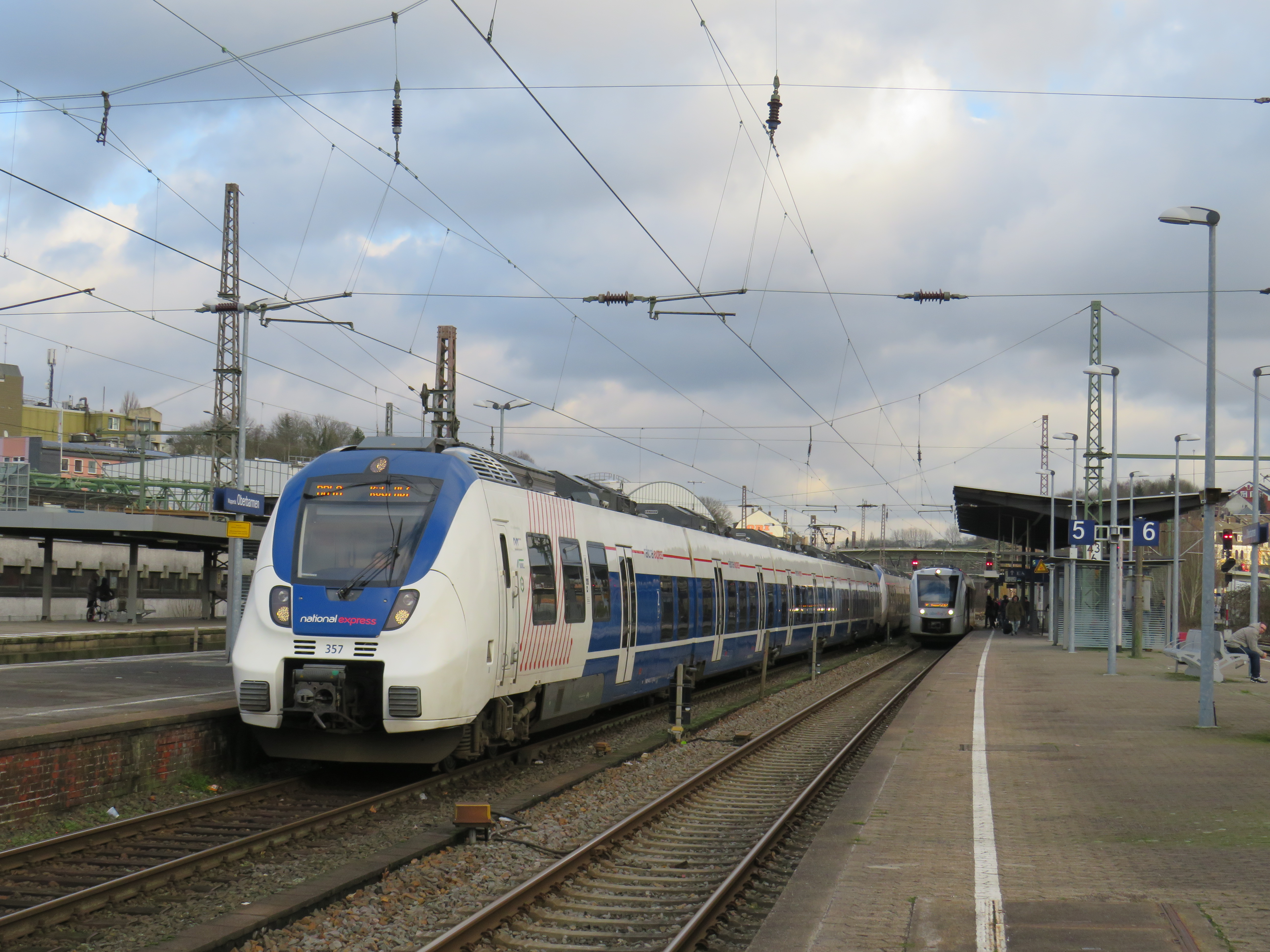
Een trein van National Express op lijn RB 48 te station Wuppertal-Oberbarmen

In februari 2013 ontving National Express samen met IntEgro Verkehr de opdracht voor de exploitatie van enkele treindiensten in de deelstaat Noordrijn-Westfalen. Het gaat hierbij vanaf 10 december 2016 om de volgende treindiensten: RE 7 "Rhein-Münsterland-Express" en RB 48 "Rhein-Wupper-Bahn". Voor deze treindienst werd bij Bombardier voor € 170 miljoen 10 driedelige en 25 vijfdelige treinstellen van het type Talent 2 aangeschaft. De treindienst loopt vanaf 13 december 2015 tot 15 december 2030.Opdrachtgever Bayerischen Eisenbahngesellschaft (BEG) gunde in februari 2015 de concessie van de S-bahn in Neurenberg aan National Express. De gunning was de start voor een serie bezwaarschriften van DB Regio, waardoor BEG door de rechter werd gedwongen haar beslissing te herevalueren. National Express zou bij fabrikant Škoda Vagonka voor ongeveer 360 miljoen euro 38 vijfdelige treinstellen van het type Škoda 7Ev „RegioPanter“ bestellen.
National Express maakte op 25 oktober 2016 bekend niet langer voornemens te zijn om vanaf december 2018 de S-bahn van Neurenberg te exploiteren. Door alle bezwaren tegen de gunning duurt het te lang om nieuwe treinen te bestellen.
Op 16 juni 2015 werd bekend dat de National Express de gebiedsdelen 2 en 3 van de Rhein-Ruhr-Express heeft gewonnen. Op 9 juni 2019 start de treindienst op het volgende traject: RE 5 "Rhein-Express", op 15 december 2019 start de treindienst op het volgende traject: RE 6 "Westfalen-Express" en op 13 december 2020 start de treindienst op het volgende traject: RE 4 "Wupper-Express".

### Busonderneming
In het busvervoer was NX een dochteronderneming van National Express Germany GmbH actief. Vanaf 2013 was het bedrijf onder de naam City2City op diverse routes in de Duitse interlokale busdiensten actief. Op 13 oktober 2014 werd het busvervoer gestopt.